# فريدريش تارون
فريدريش تارون (بالألمانية: Friedrich Adolf Traun) مواليد 29 مارس 1876 في الإمبراطورية الألمانية - الوفاة 11 يوليو 1908 في هامبورغ، كان لاعب كرة مضرب ألماني. سبق أن شارك في دورة الألعاب الأولمبية الصيفية.

## الميداليات
| الميدالية | المسابقة                       |
| --------- | ------------------------------ |
| ذهبية     | الألعاب الأولمبية الصيفية 1896 |

## روابط خارجية
- فريدريش تارون على موقع الاتحاد الدولي لألعاب القوى (الإنجليزية)
- فريدريش تارون على موقع الاتحاد الدولي لكرة المضرب (الإنجليزية)
- فريدريش تارون على موقع اللجنة الأولمبية الدولية (الإنجليزية)
- فريدريش تارون على موقع أوليمبيديا (الإنجليزية)